# ترجمات الكتاب المقدس إلى الصغدية

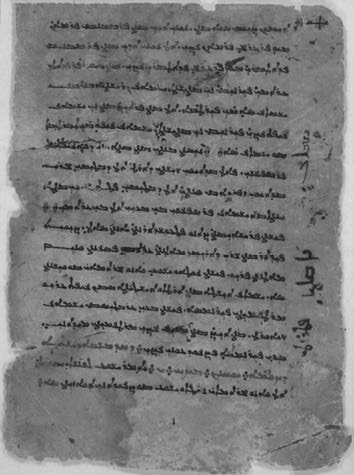
صفحة من كتاب قراءات باللغة السريانية الشرقية (لوقا 16) من سفر المزامير تورفان الصغدي

تمت ترجمة أجزاء من الكتاب المقدس إلى اللغة الصغدية في القرنين التاسع والعاشر. جميع المخطوطات الباقية هي نصوص طقوسية مسيحية غير مكتملة (المزامير وكتاب القراءات)، مخصصة للقراءة في أيام الأحد والأعياد. من غير المعروف ما إذا كانت قد تمت ترجمة كاملة لأي سفر واحد من الكتاب المقدس، على الرغم من أن النص المعروف بـ C13 قد يكون جزءًا من إنجيل متى الكامل. جميع النصوص باستثناء نص واحد مكتوبة بالخط السرياني؛ لا يوجد سوى بضع صفحات من سفر المزامير المكتوب بالخط الصغدياني موجود.
لم تتم ترجمة أي من النصوص الصغديانية الباقية من النص الأصلي العبري أو اليوناني. جميعها باستثناء واحدة مستمدة من الترجمات السريانية، ومعظمها من بشيطتا ولكن مع بعض القراءات في C5 التي يمكن أن تكون من السريانية القديمة أو الإنجيل الرباعي. أحدهما، نص المزمور 33 تحت عنوان يوناني، وقد تمت ترجمته من الترجمة السبعينية. يحتوي عدد من الترجمات الصغديانية للأعمال غير الكتابية، سواء المسيحية أو المانوية، على اقتباسات من الكتاب المقدس، ولكن تمت ترجمتها مع الأعمال التي وجدت فيها.
عثر على جميع النصوص التوراتية الصغديانية الباقية في أنقاض دير بوليق بالقرب من توربان، والذي كان تابعًا لكنيسة المشرق ذات الطقس السرياني. ربما كان جزء المزمور 33 المترجم من اليونانية ينتمي في الأصل إلى الطائفة الملكانية في طشقند في صغديا. عثر على نصوص الكتاب المقدس باللغة السريانية والفارسية الوسطى والفارسية الجديدة في نفس الموقع. يبدو أن اللغة الصغدية، اللغة العامية المحلية، أزاحت تدريجيًا اللغة الفارسية الوسطى، وهي اللغة العامية للمبشرين الأوائل، واستبدلت بدورها بالفارسية الجديدة مع انتشار تلك اللغة في آسيا الوسطى. ومع ذلك، في النهاية، كانت اللغة الأولى لأغلبية رهبان بوليق هي اللغة الأويغورية القديمة.
لم يتم ترجمة الكتاب المقدس إلى اللغة الوحيدة الباقية من السليل الصغدياني، وهي اللغة اليغنوبي (السغديانية الجديدة).

## المخطوطات
مخطوطة C5. كتاب قراءات الإنجيل يحتوي على أجزاء من متى ولوقا ويوحنا، ولكن ليس مرقس. النصوص الكتابية هي سوقديانية ولكن العناوين والبادئات مكتوبة باللغة السريانية.
قراءات الإنجيل الصغديانية-السريانية ثنائية اللغة حيث تتناوب الترجمة عبارة بعد عبارة.
مخطوطة C13. تُظهر قطعتان من صفحة واحدة نصًا من بداية متى باللغتين الصغديانية والسريانية.
مخطوطة C23. كتاب قراءات ثنائي اللغة صغديان-سرياني للرسائل بولس.
سفر مزامير ثنائي اللغة صغديان-سرياني مع عناوين سريانية. تظهر الآية الأولى فقط من كل مزمور.
قطعة تحتوي على المزمور 33 باللغة الصغديانية ببداية يونانية.
بعض المزامير بالخط الصغدياني.